# Jacob Gijsbertus Samuël van Breda
|  | Per a altres significats, vegeu «Breda (desambiguació)». |

Jacob Gijsbertus Samuël van Breda (Delft, 24 d'octubre de 1788 – Haarlem, 2 de setembre de 1867) fou un biòleg, naturalista i geòleg holandès.

## Biografia
Jacob va ser fill del metge, físic i polític Jacob van Breda i d'Anna Elsenera van Campen, la qual va morir quan Jacob només tenia dos anys. Va estudiar medicina i física a la Universitat de Leiden, on el 1811 va obtenir el grau en medicina i en filosofia, per traslladar-se després a París. El 1816 aconseguí ser professor de botànica, química i farmàcia a la Universitat de Franeker, moment en què es beneficia de les noves condicions de pacificació europea per visitar llocs d'interès científic, com per exemple, Alemanya. A Franeker es fa íntim amic d'un dels comissaris, l'influent advocat holandès, administrador i polític Adriaan Gillis Camper, fill del professor d'anatomia Petrus Camper.
El 9 de maig de 1821 es va casar a Klein-Lankum amb la tercera filla de Camper, Frederika Theodora Ernestina Camper (1799 – 1834), una aficionada de la ciència, que l'acompanyaria als seus viatges amb Georges Cuvier a França i amb Humphry Davy a Anglaterra per il·lustrar els exemplars. Tots els seus fills moriren al cap de poc de néixer.
El 1822 Van Breda fou professor de Botànica, Zoologia i Anatomia Comparativa a la Universitat de Gant. Fou aquí on es convertí en director del jardí botànic i on el 1825 començà la seva major obra botànica, Genera et Species Orchidearum et Asclepiadearum, dividida en quinze toms que descriuen els gèneres de plantes de les Índies Orientals Neerlandeses que li enviaren. Tanmateix el 1830 hagué d'abandonar aquest projecte i el seu càrrec a causa de la Revolució belga. El 1825 escrigué la biografia del seu sogre difunt titulada Levens-schets van Adriaan Gilles Camper.
El 1831 Van Breda va arribar al càrrec de professor extraordinari de Zoologia i de Geologia de la Universitat de Leiden. Després de la mort de la seva dona el 15 d'abril de 1834, es tornà a casar dos anys després amb C. M. Veeren.
El 1835 fou nomenat professor ordinari a Leiden. Com a geòleg, Breda va ser seguidor de l'actualisme. El 1839 es mudà a Haarlem, on fou designat secretari de la Koninklijke Hollandsche Maatschappij der Wetenschappen (Societat Holandesa de Ciències) —tenint la capacitat d'organitzar més de 400 competicions d'experiments— i director del Gabinet de Paleontologia-Mineralogia i del Gabinet de Física del Museu Teyler. En aquesta última ciència va investigar en el camp del magnetisme i de l'electricitat i també va estudiar molts fòssils, entre els quals l'exemplar d'arqueòpterix trobat a Haarlem.
Des de 1852 a 1855, sota les ordres de Johan Thorbecke, va ser president d'una comissió per la creació de la primera carta geològica dels Països Baixos; entre 1826 i 1830 ja havia tingut alguna experiència en aquest camp quan va realitzar un mapa geològic dels Països Baixos del sud. Finalment, però, aquest darrer projecte va fracassar.
El 1857 va renunciar al seu càrrec de Leiden i el 1864, de les seves funcions de Haarlem, morint d'un infart tres anys després.

## Llegat
Jacob Gijsbertus Samuël van Breda va tenir una col·lecció personal geològica i paleontològica molt extensa, d'unes 1.900 peces, les quals van ser venudes el 1871 a la Universitat de Cambridge i al Museu d'Història Natural de Londres. El 1883 un d'aquests fòssils es va anomenar en honor seu, Megalosaurus bredai, sent més tard l'espècie tipus del dinosaure Betasuchus.